# Henry Francis Cary
Henry Francis Cary (Gibilterra, 6 dicembre 1772 – Londra, 14 agosto 1844) è stato un traduttore e letterato inglese, noto per la sua traduzione della Divina Commedia in versi sciolti in lingua inglese.

## Biografia
Figlio di William Cary, Henry Francis Cary nacque a Gibilterra il 6 dicembre 1772. Proveniva da una famiglia illustre: il padre era il capitano del reggimento, il nonno Henry Cary era arcidiacono mentre il bisnonno, Mordecai Cary, occupò la carica di vescovo di Killala e Achonry.
Cary frequentò scuole a Rugby e Birmingham e, beneficiando di una borsa di studio, studiò al Christ Church College dell'università di Oxford. Durante i suoi studi fece degli interventi nel Gentleman's Magazine: la sua primissima esperienza poetica si ebbe sempre durante gli studi accademici, durante i quali pubblicò un volume di Sonetti e Odi.
Terminati gli studi, entrò nella carriera ecclesiastica, prima in campagna (divenne vicario sia a Abbots Bromley che a Kingsbury), per poi occupare alcuni benefizi a Londra, dove lavorò come oratore a Chiswick prima e come curatore della cappella Reale dei Savoy poi. Fu proprio a Londra che Cary continuò ad approfondire la tradizione stilnovistica di Dante: nel 1814 pubblicò una traduzione integrale della Divina Commedia in versi sciolti.
La sua attività da traduttore tuttavia non si esaurisce qui: nel 1824 tradusse in inglese Gli uccelli di Aristofane e, nel 1834, le Odi di Pindaro. Nel 1826 fu eletto bibliotecario assistente al British Museum, carica che egli tenne per circa undici anni. Morto il direttore della biblioteca (1837), infatti, Cary concorse per ottenere il posto vacante, ma questo venne preso invece da Antonio Panizzi, che fu prediletto per le sue doti eccezionali. Amareggiato, Cary si ritirò completamente dalla vita lavorativa, continuando a studiare la letteratura che tanto amava: il fabbisogno economico era soddisfatto da una pensione di 200 sterline all'anno, ottenuta grazie all'impulso di Samuel Rogers.

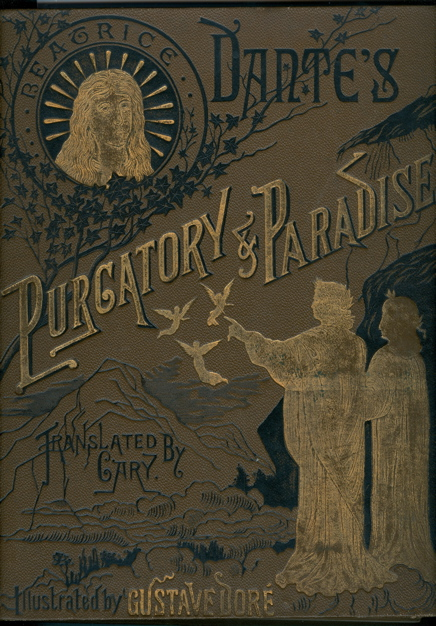
La Commedia di Cary, con illustrazioni di Gustave Doré

Cary morì il 14 agosto 1844 a Charlotte Street, a Londra, e fu sepolto con tutti gli onori nel Poets' Corner dell'abbazia di Westminster; qui un'iscrizione lapidaria ricorda il fervente amore che il poeta nutriva per Dante, definendolo «The Translator of Dante» (il traduttore di Dante).

## Cary e Dante
La formazione accademica di Cary era imbevuta di letteratura italiana e francese. Uno, in particolare, era l'autore prediletto: Dante Alighieri. Il primo accenno all'interesse del Cary per Dante risale proprio agli anni dell'università, dove in una lettera inoltrata ad un'amica le consiglia di studiare la lingua italiana per poter venire a contatto con «le meraviglie della Commedia», allegandole addirittura due brani del Purgatorio in inglese.
Sebbene non si trattasse della prima traduzione organica in inglese del capolavoro dantesco, il lavoro di Cary si guadagnò le lodi dell'esule Ugo Foscolo, ma anche dei conterranei Coleridge, Samuel Rogers e Thomas Moore. Fondamentale, infatti, fu il ruolo svolto da Cary nella grande riscoperta di Dante in Inghilterra: molti letterati inglesi, non conoscendo la lingua italiana, ebbero modo di leggere la Commedia solo grazie a Cary. L'opera purtroppo non riproduce fedelmente la versione originale, essendo in versi sciolti ma soprattutto poiché l'inglese parlato all'epoca era ben lontano dal volgare di Dante: ciononostante, l'opera è tradotta «con fedeltà senza pari» (come disse il Foscolo), e fu una delle principali cause che fece sì che il culto dantesco raggiungesse la Gran Bretagna.